# Адам Вінницький
Адам Вінницький (пол. Adam Winnicki; нар. 28 вересня 1900, Мости — пом. 4 квітня 1968, Лондон) — польський футболіст, офіцер Державної поліції.

## Життєпис
Народився 28 вересня 1900 року в Мостах. Вихованець «Чарні» (Львів), кольори якого захищав з 1914 року, грав на позиції воротаря та нападника, у 1927-1929 роках зіграв у 22 матчах чемпіонату, відзначився 4-ма голами.
Закінчив юридичний факультет Університету Яна Казимира у Львові. У Другій Речі Посполитій став офіцером державної поліції.
27 лютого 1928 року присвоєно звання підпоручика з вислугою років з 1 липня 1925 року і 1411 місцем піхотного офіцерського запасу. У 1934 року як офіцер запасу залишився на обліку штабу Рави Руської округи. Був приписаний до Офіцерського обласного штабу № 6. На той час перебував у групі офіцерів, які «проходили службу в органах державної поліції в званні п.п.». Працював начальником 1-го комісаріату у Львові. 2 червня 1936 року призначений командиром роти «D» резерву Ченстоховської поліції в Старих Гербах.
Указом від 14 лютого 1938 р. приписаний до Головного Управління ПП начальником відділу у V відділі Головного Управління.
Брав участь у Вересневій кампанії, через територію Румунії потрапив до Франції, а потім до Великої Британії. Після завершення Другої світової війни залишився в еміграції. Помер 4 квітня 1968 року в Лондоні. Похований на кладовищі Норт-Шин у Лондоні.

## Ордени та нагороди
- Срібний Хрест Заслуги (29 травня 1937 року)[3]